# 維珍媒體O2

維珍媒體O2（Virgin Media O2）是英國的一家媒體和電訊企業，總部位於倫敦。這家公司成立於2021年6月，由自由全球和西班牙電信各出資50%。2021年，該公司在英國有約4700萬用戶。

## 外部連結
- 官方网站